# Sologno (Villa Minozzo)
Sologno (Sclògn nel dialetto locale) è una frazione del comune di Villa Minozzo nella provincia di Reggio Emilia, posta a 750 metri di altezza che conta circa 300 abitanti.
Il suo territorio fa parte del Parco nazionale dell'Appennino Tosco-Emiliano (zona di pre-parco C)  mentre nel passato era compreso nel Parco regionale del Gigante, soppresso nel 2005.
Il paese si snoda lungo la dorsale spartiacque che si innalza a nord del monte Stetta e alla sinistra del torrente Lucola.
Ebbe notevole importanza durante il medioevo: nel 1022 dipendeva infatti dal castello di Piolo ed era soggetta alla famiglia feudale dei Da Dallo. A questi succedettero, nel 1373, i Fogliani che in seguito lo lasciarono gli Estensi nel 1427.
Il paese fu scelto come punto-inchiesta per la stesura dell'Atlante Linguistico-Etnografico dell'Italia e della Svizzera Meridionale (AIS), redatto da studiosi dell'Università di Berna negli anni '20 del Novecento. Sologno figura in tutte le carte AIS come punto n. 453
. È possibile visualizzare le carte tramite il sito Navigais, mentre le foto scattate durante l'inchiesta e raffiguranti scorci del paese, alcuni dei suoi abitanti dell'epoca e antichi attrezzi, sono visibili sul sito dell'Università di Berna alla sezione Banca dati AIS.